# Ньиве керк (Амстердам)
Ньиве керк (нидерл. Nieuwe Kerk, МФА: [ˈniwə ˈkɛrk] — Новая церковь) — кальвинистская церковь XV века в Амстердаме. Расположена на площади Дам, рядом с Королевским дворцом.
В 1408 году архиепископ Утрехтский дал разрешение на строительство в Амстердаме новой приходской церкви, поскольку церковь святого Николая не могла вместить всех верующих. Первоначально церковь была посвящена святым Марии и Екатерине.
В 1421, 1452 и 1645 годах церковь горела в городских пожарах. После 1645 года она была перестроена в готическом стиле. В 1892—1914 годах церковь была капитально отремонтирована, в результате чего были добавлены многие неоготические детали. Ещё одна реконструкция церкви прошла в 1959—1980 годах. Церковь использовалась для королевских коронаций и инаугураций, последний раз при вступлении на престол королевы Беатрикс, а также бракосочетаний, последний раз во время свадьбы принца Виллема-Александра и Максимы Соррегьеты в 2002 году.

## Похороненные в Ньиве керк
Церковь является местом захоронения многих выдающихся нидерландских личностей, в том числе
- Михаила Адриансзона Рюйтера,
- Каспара Барлеуса,
- Виллема Блау
- Йоста ван ден Вондела,
- Йохана ван Галена
- Дерка Хартога,
- Питера Корнелисзона Хофта,
- Габриеля Метсю,
- Николаса Тульпа и др.

В церкви не проводятся службы, она используется для различных выставок и органных концертов.

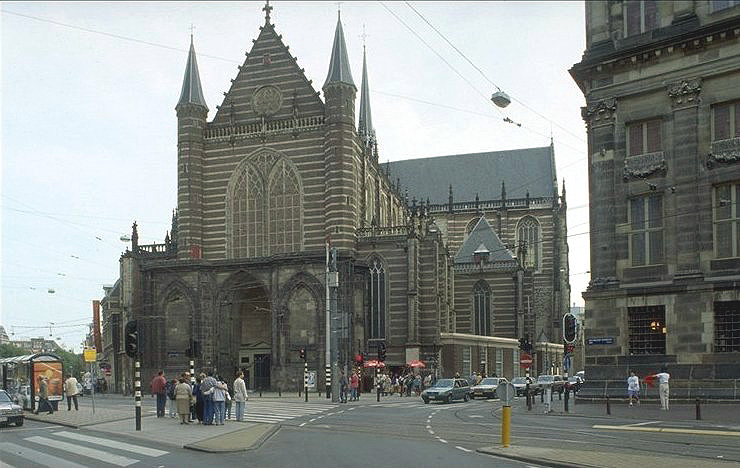
Вход в Ньиве керк
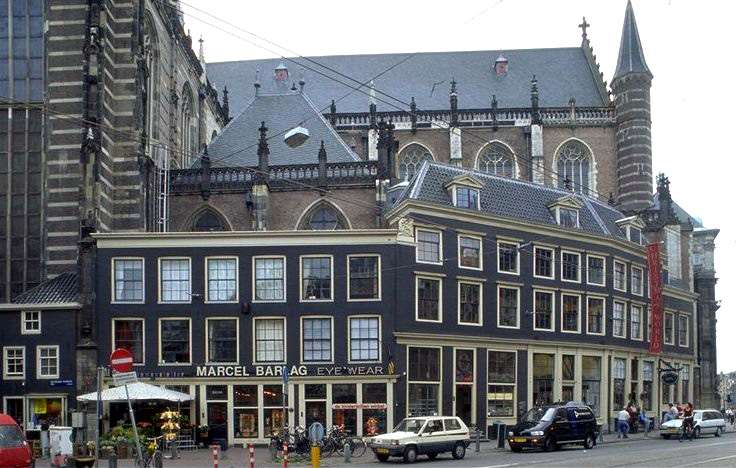
Дома, закрывающие один из фасадов Ньиве керк
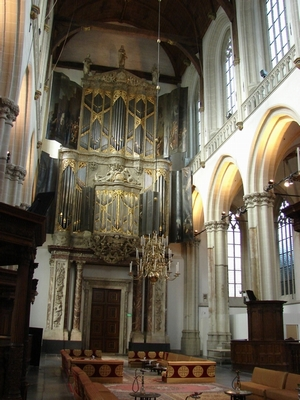
Интерьер церкви
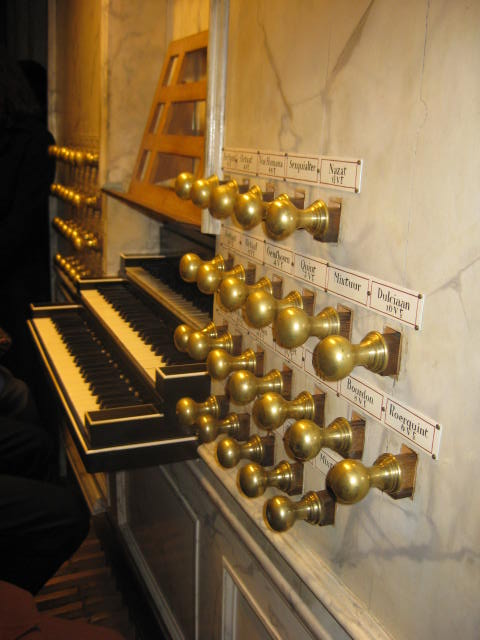
Церковный орган
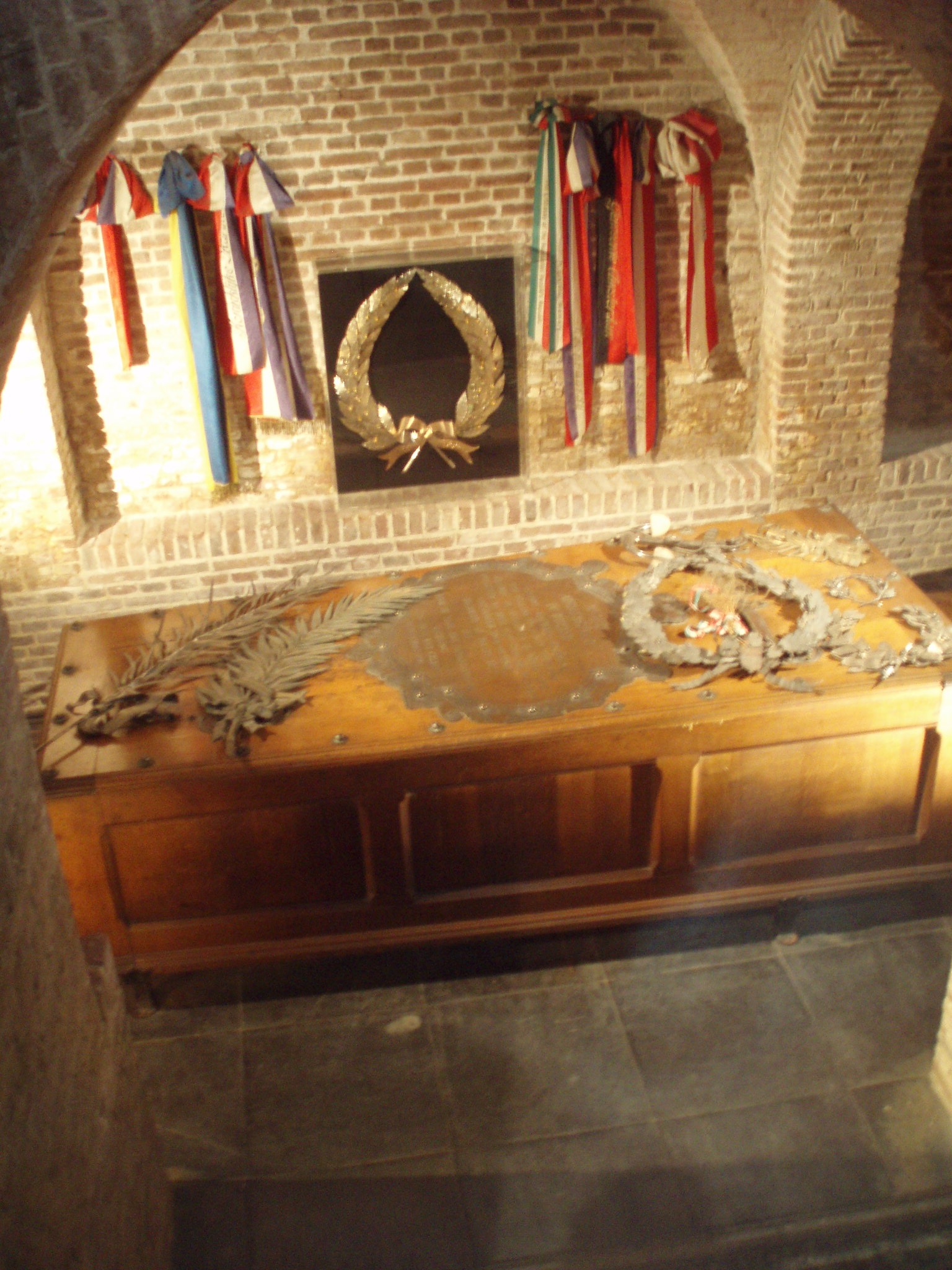
Гробница Рюйтера